# Самерс (Конектикат)
Самерс (енгл. Somers) насељено је место без административног статуса у америчкој савезној држави Конектикат.

## Демографија
По попису из 2010. године број становника је 1.789, што је 163 (10,0%) становника више него 2000. године.
| Група             | 2000.         | 2010.         |
| Белци             | 1.582 (97,3%) | 1.737 (97,1%) |
| Афроамериканци    | 3 (0,2%)      | 7 (0,4%)      |
| Азијати           | 9 (0,6%)      | 7 (0,4%)      |
| Хиспаноамериканци | 17 (1,0%)     | 23 (1,3%)     |
| Укупно            | 1.626         | 1.789         |